# Chrysopa cymantis
Chrysopa cymantis är en insektsart som beskrevs av Banks 1944. Chrysopa cymantis ingår i släktet Chrysopa och familjen guldögonsländor. Inga underarter finns listade i Catalogue of Life.